# Santa Ana (Gwatemala)
Santa Ana – miasto w północnej części Gwatemali w departamencie Petén, leżące w odległości około 20 km na południe od stolicy departamentu i około 90 km na zachód od granicy państwowej z Belize. Jest siedzibą władz gminy o tej samej nazwie, która w 2012 roku liczyła 30 831 mieszkańców. Gmina jak na warunki Gwatemali jest duża, a jej powierzchnia obejmuje 1008 km².